# HPP Architekten
La HPP Architekten GmbH es una compañía arquitectónica alemana que opera a nivel nacional e internacional con sede en Düsseldorf, Alemania.  Como asociación arquitectónica, HPP está representada con un total de doce ubicaciones de oficinas en Alemania, China y Turquía y emplea a 450 personas.  Las filiales HPP International Planungsgesellschaft mbH y HPP Service GmbH también están registradas en Alemania.

## Historia

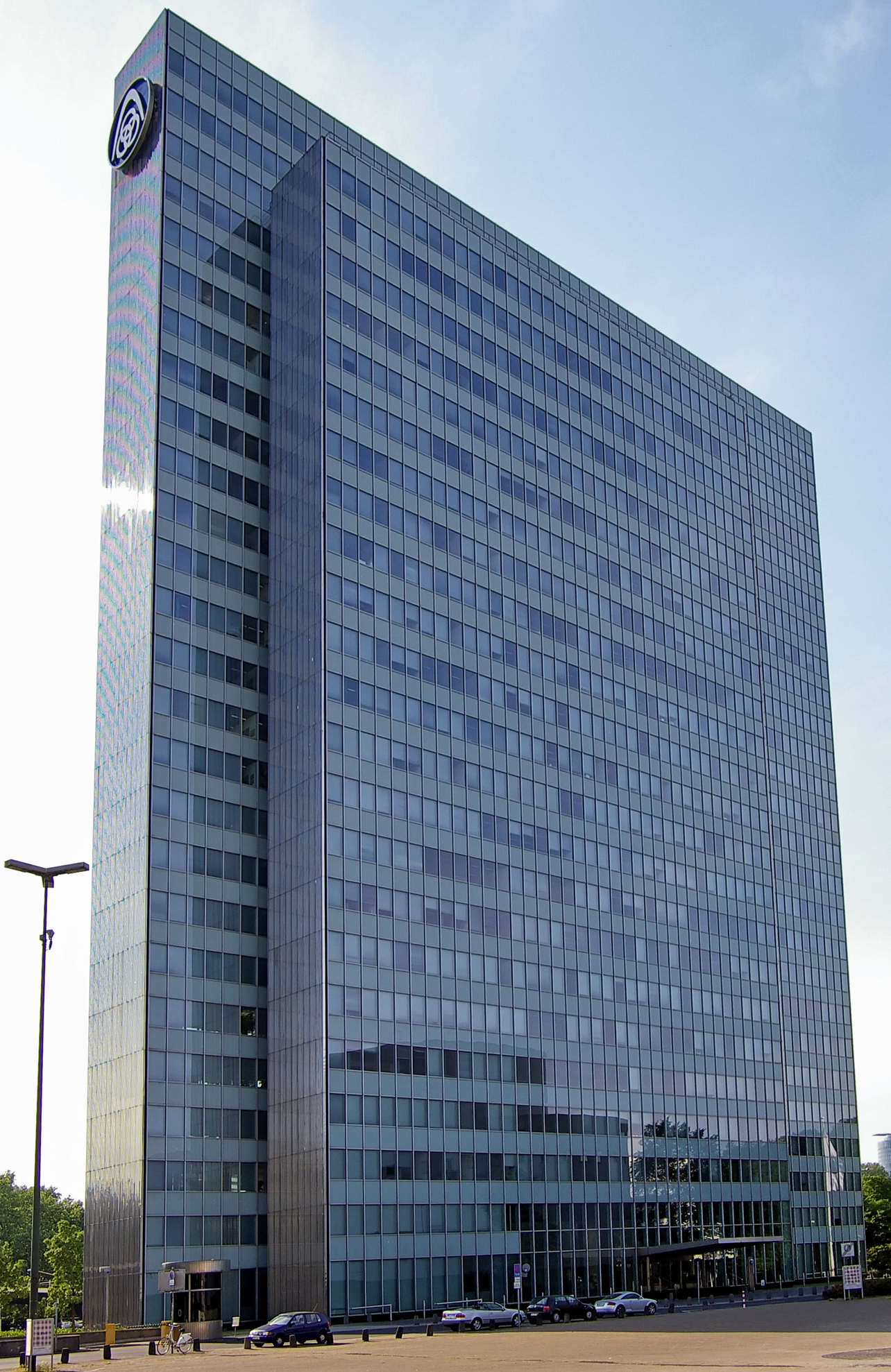
Dreischeibenhaus en Düsseldorf antes de modernización.

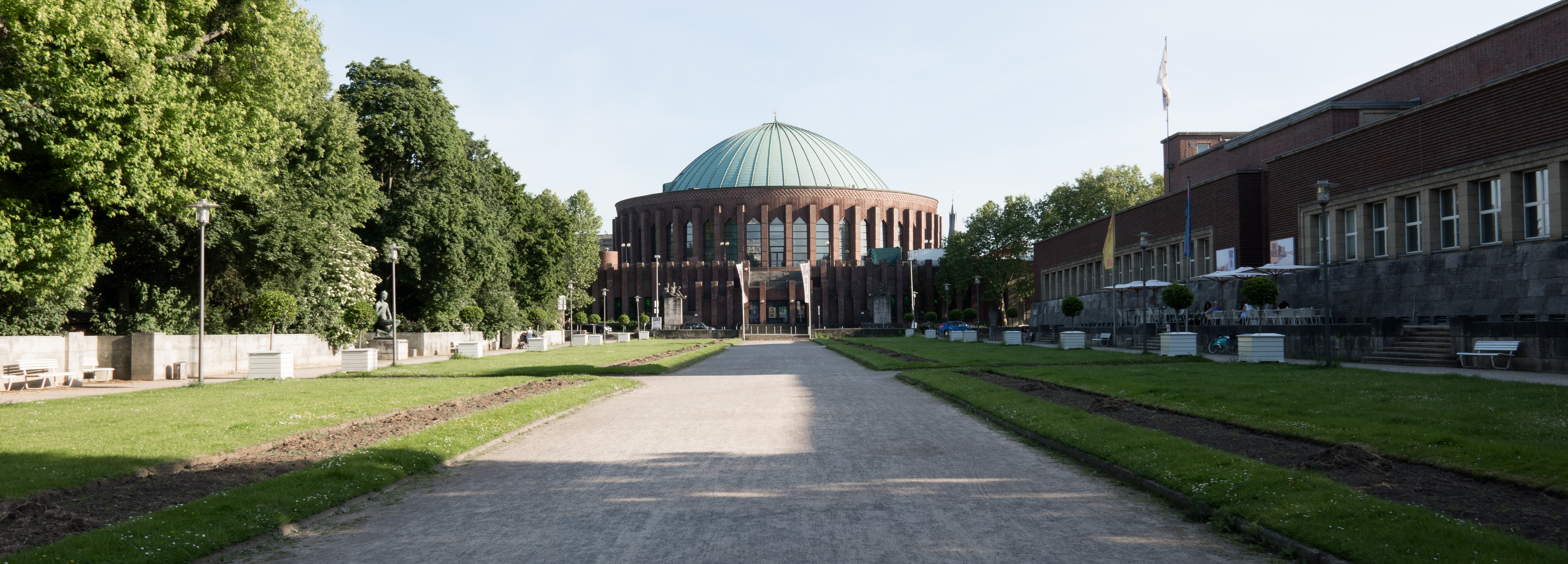
Tonhalle en Düsseldorf.

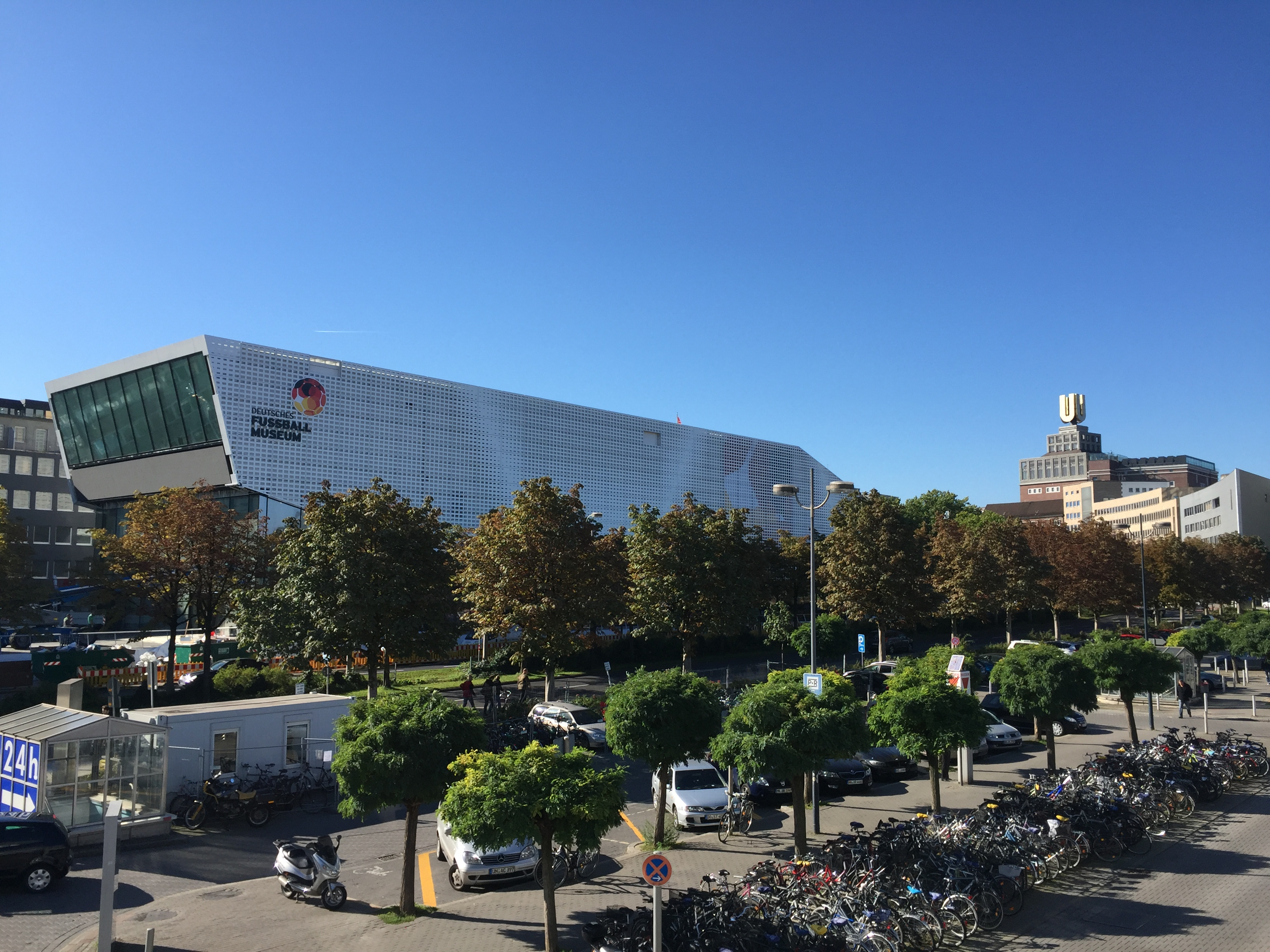
Museo del Museo del Fútbol Alemán en Dortmund.

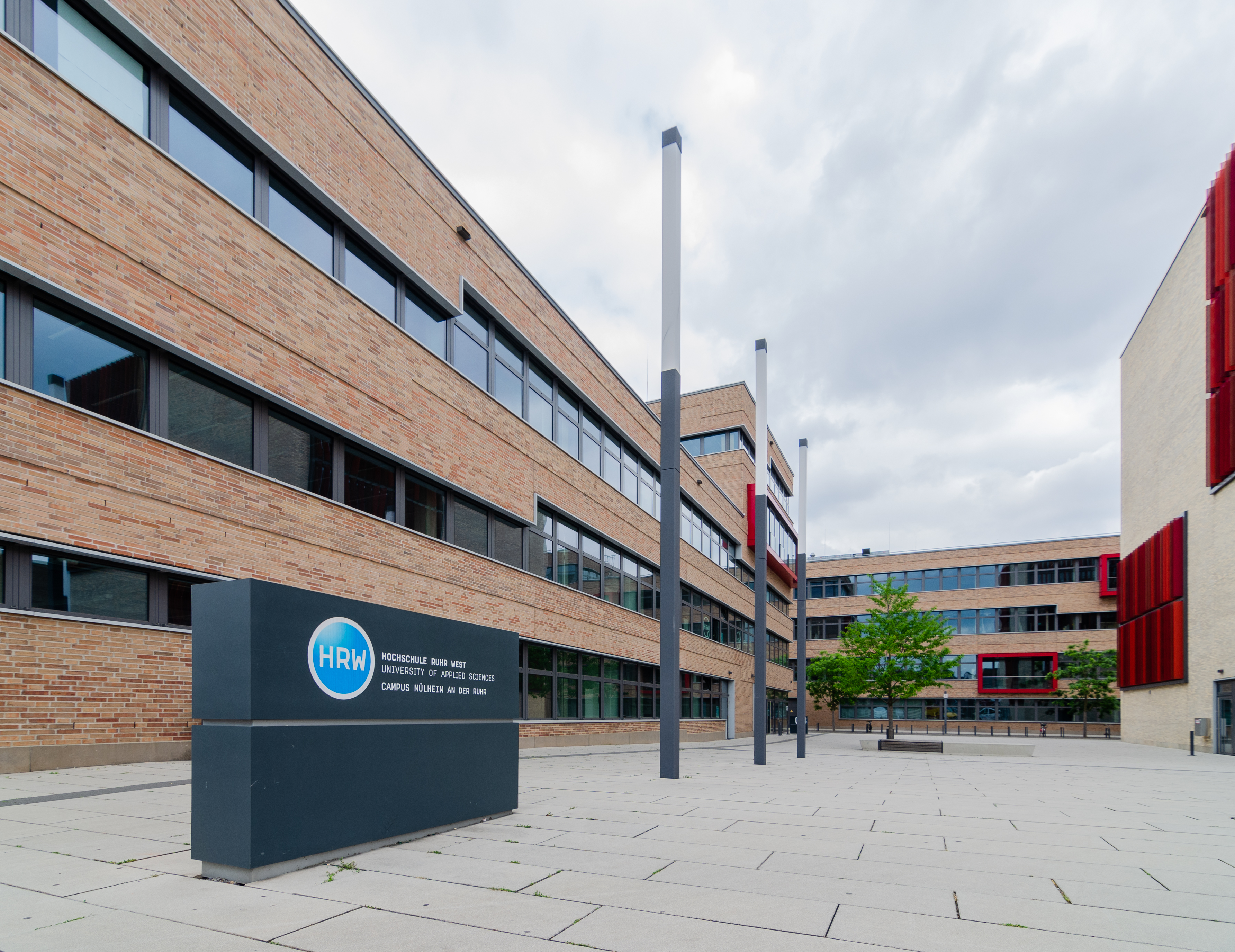
Universidad de Ciencias Aplicadas del Ruhr West en Mülheim an der Ruhr.

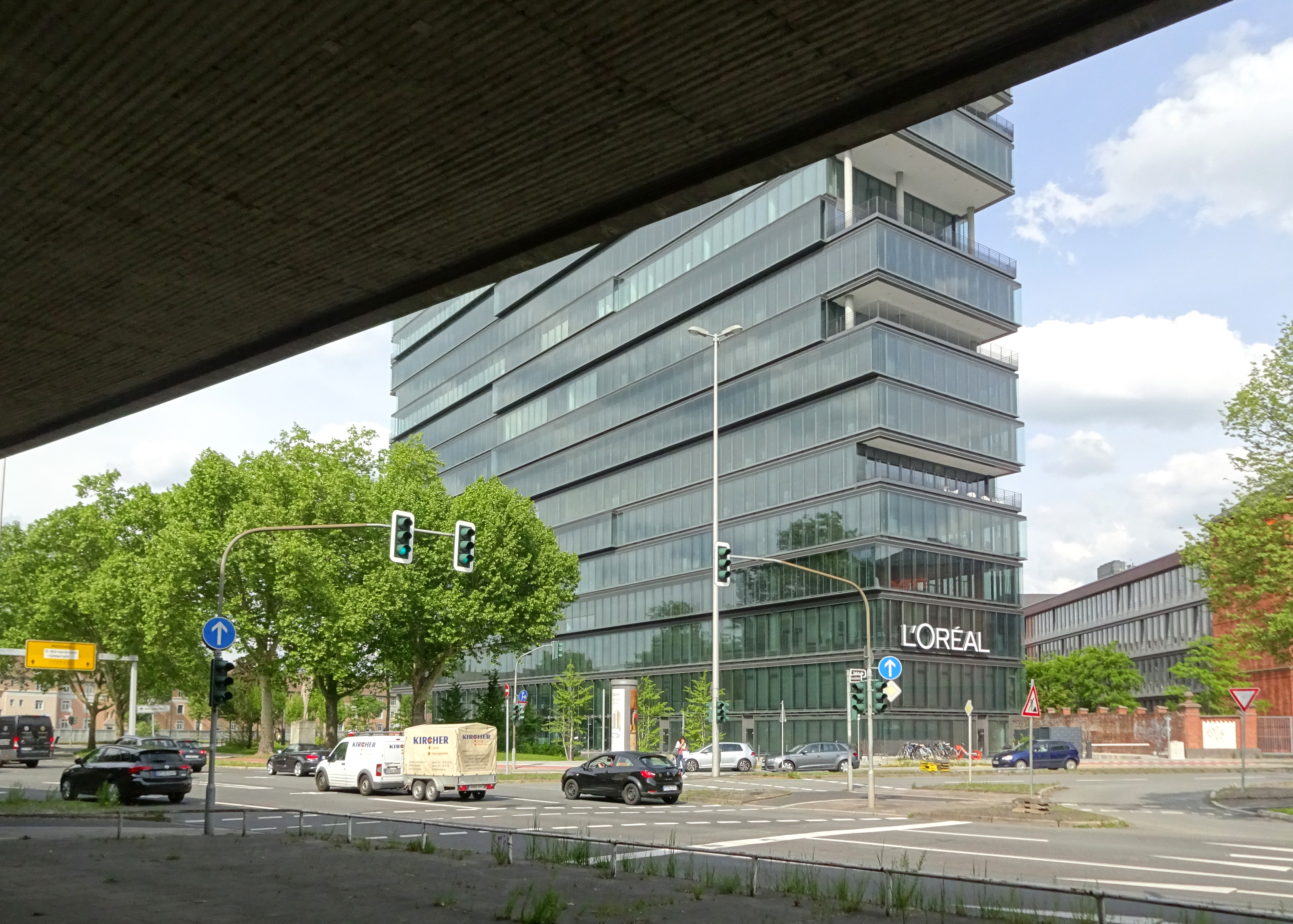
L'Oréal Horizon Düsseldorf.

En 1933, después de trabajar para Ernő Goldfinger en París y Norman Bel Geddes en la ciudad de Nueva York y después de completar una pasantía legal en la administración de edificios del estado, Helmut Hentrich fundó su propia oficina en Düsseldorf, un precursor de la actual empresa HPP. Dos años más tarde, Hentrich se fusionó con Hans Heuser para formar la asociación de arquitectos Hentrich & Heuser. Su oficina participó en los principales concursos del Imperio alemán. En 1944, el grupo de trabajo para la reconstrucción de ciudades destruidas por bombas le dio la tarea de planificar la reconstrucción de Krefeld.  Después de la Segunda Guerra Mundial, continuó su exitosa labor como oficina bien establecida, también gracias a los buenos contactos con Friedrich Tamms y Hanns Dustmann, que estaban planificando la reconstrucción de Düsseldorf. Estas relaciones fueron cuestionadas críticamente en la disputa arquitectónica de Düsseldorf.
Cuando Heuser murió en 1953, Helmut Hentrich continuó trabajando con Hubert Petschnigg, en 1969 nuevos socios fueron aceptados. A partir de ahora, la oficina se denominó HPP - Hentrich-Petschnigg & Partner. 
La internacionalización comenzó en 1968 y HPP diseñó la ubicación de la oficina del Standard Bank Center en Sudáfrica, el primer rascacielos de la ciudad. A esto le siguieron otros proyectos internacionales y las primeras ubicaciones internacionales en la década de 2000. Tras la muerte de Hubert Petschnigg en 1997 y la muerte del fundador de la empresa Helmut Hentrich en 2001, se reorganizó la dirección general del estudio de arquitectura. En 2017, HPP Hentrich-Petschnigg & Partner GmbH + Co. KG cambió su nombre a HPP Architekten GmbH. 
La asociación de arquitectura de Düsseldorf se encuentra ahora en su cuarta generación y está representada a nivel nacional e internacional con 13 ubicaciones de oficinas y 450 empleados.

## Gama de servicios y tipologías de edificación
La gama de servicios de HPP incluye desarrollo urbano, arquitectura e interiorismo, planificación urbana y de distritos, así como revitalización, planificación general y gestión de proyectos. Las tipologías de edificios incluyen las áreas de sedes corporativas, edificios de oficinas y administración, construcción hotelera y residencial, edificios hospitalarios, instalaciones deportivas y de ocio, edificios culturales, centros comerciales, edificios para la docencia e investigación, edificios industriales y de transporte.

## Proyectos de construcción
Desde la fundación de la empresa (a partir de 2020), se han implementado más de 1.200 proyectos de diferentes tipologías de edificación. Los más importantes incluyen:
- 1960: Dreischeibenhaus.
- 1968: Standard Bank Center, Johannesburgo, Sudáfrica.
- 2010: Rheinhallen, Colonia.
- 2014: Modernisierung des Dreischeibenhauses Düsseldorf.[8]
- 2015: Kongreßhalle Leipzig.
- 2015: LVM 5, Münster.

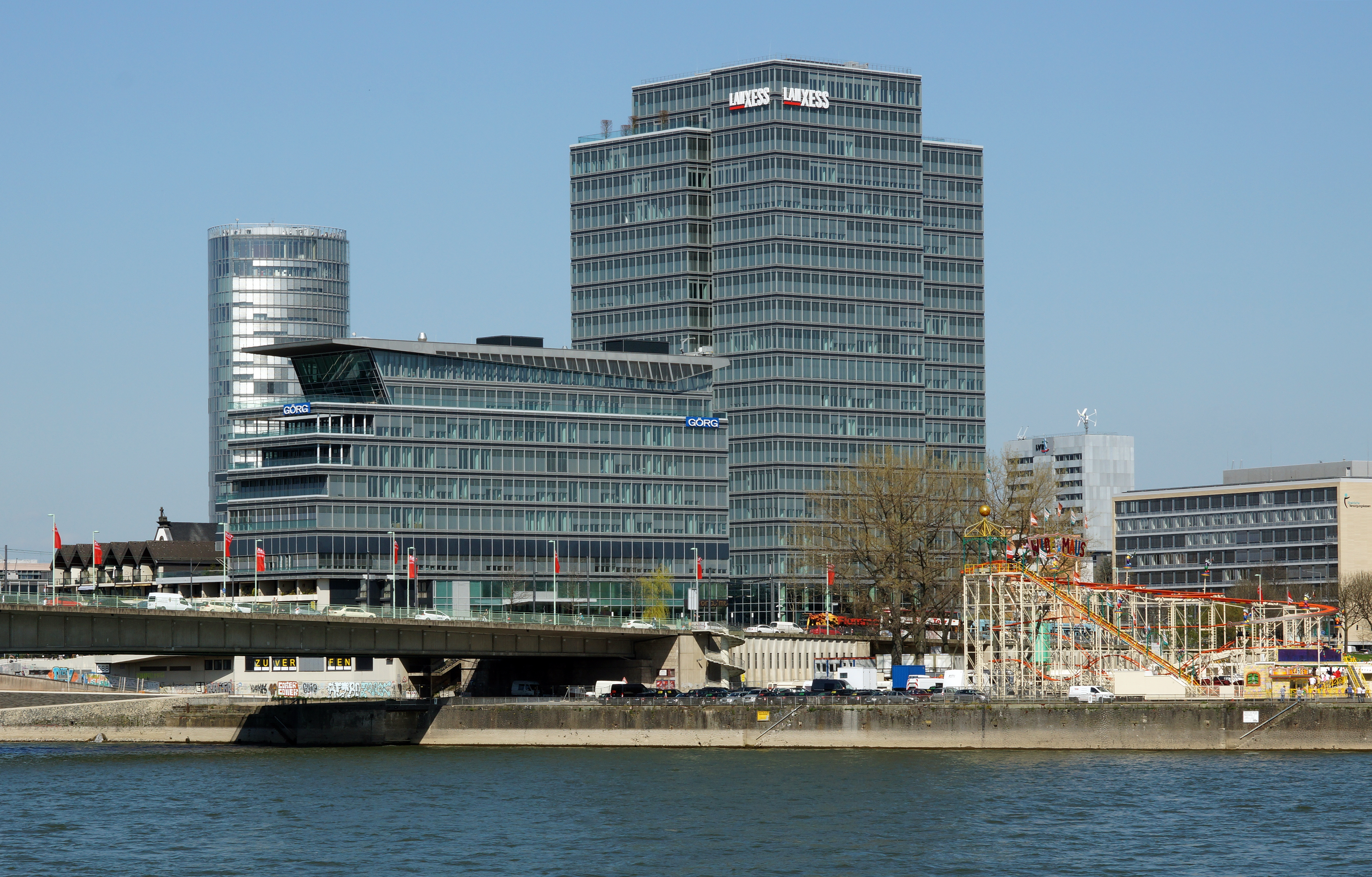
maxCologne en Colonia.

- 2015: Museo del Fútbol Alemán, Dortmund.
- 2015: Justizzentrum Gelsenkirchen.
- 2016: Hochschule Ruhr West, Mülheim an der Ruhr.

- 2017: maxCologne.[9]

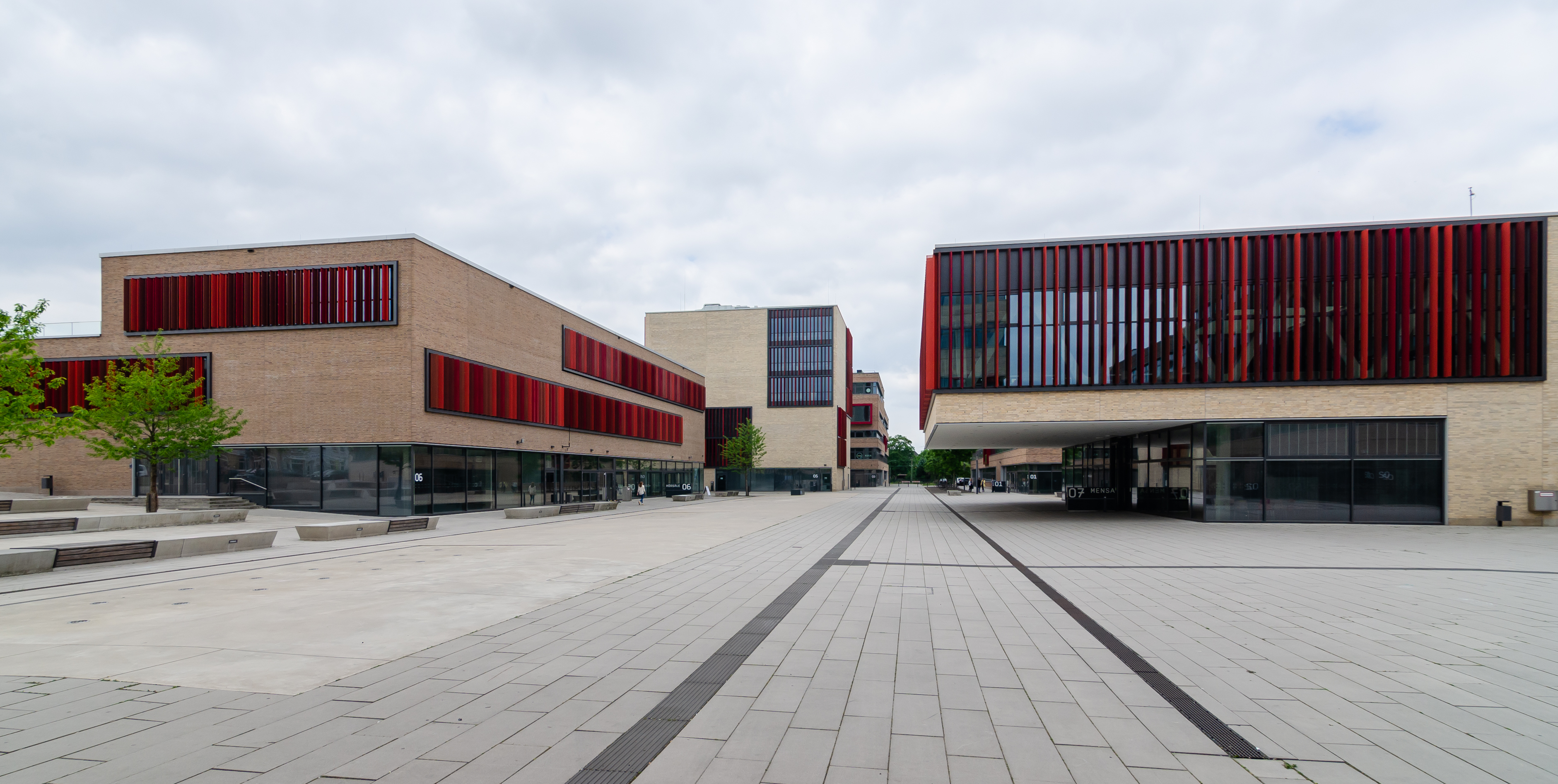
Hochschule Ruhr West en Mülheim an der Ruhr.

- 2017: L’Oréal Horizon, Düsseldorf.
- 2019: Torre Huide, Shenzhen.
- 2020: Maslak Square, Estambul.
- 2021: Pudong Soccer Arena, Shanghái.
- 2021: Hochschule für Musik und Tanz Köln.
- 2021: The Cradle,[10][11] Düsseldorf.
- 2021: Europa-Park Stadion, Friburgo de Brisgovia.
- 2023: Nanshan Science & Technology Innovation Center.

## Premios y premios de los últimos 5 años
- 2015: Palacio de Congresos de Leipzig, Premio de Arquitectura de la Ciudad de Leipzig, Mención de Honor.
- 2015: Y Estambul, European Property Awards.
- 2015: Dreischeibenhaus, Premio MIPIM "Mejor edificio reformado".
- 2017: Hochschule Ruhr West Mülheim adR, premio a los buenos edificios.
- 2018: The Cradle, premio icónico: arquitectura innovadora.
- 2018: Casa de Finlandia, Premio BDA de Arquitectura de Hamburgo, Reconocimiento.
- 2018: The Cradle, MIPIM / The Architectural Review Future Project Award.
- 2019: Bismarck Quartier Düren, Selección oficial del FIABCI Prix d'Excellence Alemania.
- 2020: Sede de L'Oréal en Düsseldorf, oficinas / espacios de trabajo del iF Design Award.

## Publicaciones
- 2015: Kongresshalle am Zoo Leipzig, jovis Verlag GmbH, Berlin / Publisher: Falk Jaeger, ISBN 978-3-86859-404-1.
- 2015: Kristall, jovis Verlag GmbH, Berlin Publisher: Falk Jaeger ISBN 978-3-86859-336-5.
- 2013: HPP Architekten Balance (alemán e inglés), Hatje Cantz Verlag, Ostfildern ISBN 978-3-7757-3688-6.
- 2009: HPP Architekten Leitbilder (alemán e inglés), Hatje Cantz Verlag, Ostfildern ISBN 978-3-7757-2172-1.